# 山中大地
山中 大地（やまなか だいち、1990年5月1日 - ) は、日本の男子スピードスケート選手。平成30年度日本スケート連盟のシニア強化選手A。

## 来歴
1990年、長野県南佐久郡川上村の出身。長野工業高等専門学校に進学後、株式会社電算に所属。小平奈緒選手らとともに、結城匡啓コーチ（現信州大学教育学部教授）から指導を受けている。

## 主な成績
- 2006年、全国中学校スケート大会 男子3000m　4位[8]、男子5000m 6位[9]（川上中学校3年）。
- 2009年1月、 第32回全日本ジュニアスピードスケート選手権大会 男子総合競技部門（500m, 1500m, 3000m, 5000m)で大会記録、リンク記録をマークし優勝（長野高専3年）[10]。
- 2009年、全国高等学校スケート選手権大会スピード競技（インターハイ） 男子1000mおよび1500m 両種目優勝（長野高専3年）。
- 2009年2月、世界ジュニアスピードスケート選手権大会（開催地：ザコパネ)に派遣[11][12]。
- 2013年10月、SBC杯第20回全日本スピードスケート距離別選手権大会(ワールドカップ／ジュニアワールドカップ派遣選手選考競技会） 男子1000m 優勝[13]。
- 同年12月、ソチオリンピックスピードスケート日本代表選手選考会 男子1000m 優勝。2014年ソチオリンピック男子1000mの代表に選出。
- 2014年2月12日、ソチオリンピック男子1000m　36位。
- 2017年10月、第24回全日本スピードスケート距離別選手権大会（ワールドカップ／ジュニアワールドカップ派遣選手選考競技会） 男子500m　優勝[14]。
- 2017年/2018年、ISUスピードスケート・ワールドカップ スタヴァンゲル（ノルウェー） 男子500mディヴィジョンAで自己最高の2位[15][16]になるなど、平昌オリンピックスピードスケート出場枠の確保に貢献。(2017年/2018年ISUスピードスケート・ワールドカップ 男子500m 最終順位 9位[17]。)
- 2017年12月、平昌オリンピックスピードスケート日本代表選手選考競技会[18] 男子500m 2位、1000m 2位。2018年平昌オリンピック 男子500mと男子1000mの二種目の代表に選出。
- 平昌オリンピックでは、2018年2月18日江陵スピードスケート競技場[19]で行われた男子500mで5位入賞(記録34秒78)[20][21][22]し、2月23日男子1000mで24位[23]。
- 2018年3月、世界スプリントスピードスケート選手権大会（中華人民共和国長春市） 男子500m 1日目2位、2日目5位。男子1000ｍ1日目14位、2日目12位、総合10位[24]。（非公式ながら500mのみの合計ポイント70.02は、ムルダー[25]と同点で、首位のローレンツェン[26]の69.85に次ぐ第2位の成績。）

## 自己記録
以下に自己記録を記載する。
| 種目   | 記録     | 日付           | 場所                              |
| 500m   | 34.06    | 2020年2月14日  | アメリカ合衆国 ソルトレイクシティ |
| 1000m  | 1:08.76  | 2015年3月21日  | カナダ カルガリー                 |
| 1500m  | 1:45.94  | 2012年3月18日  | カナダ カルガリー                 |
| 5000m  | 6:59.84  | 2008年10月25日 | 日本 長野 エムウェーブ            |
| 10000m | 15:55.65 | 2007年2月7日   | 日本 長野 松原湖                  |